# Leila Diniz
Pour les articles homonymes, voir Diniz.
Leila Roque Diniz, née le 25 mars 1945, est une actrice brésilienne de télévision, de cinéma et de théâtre, dont les idées et les attitudes libérales ont soulevé le mécontentement du gouvernement militaire brésilien des années 1960.
Elle décède le 14 juin 1972, à 27 ans, au sommet de sa gloire, dans l'accident du vol 471 de Japan Airlines près de New Delhi, en Inde.

## Biographie
Née dans une famille de classe moyenne et fille d'un militant communiste et d’une prof d’EPS, elle fugue à 14 ans. Elle travaille comme institutrice de maternelle à l'âge de 15 ans. 
À 17 ans, elle  rencontre le réalisateur Domingos de Oliveira (pt), avec qui elle vit jusqu'à 21 ans. Entre 1962 et 1964, elle a des petits rôles sur scène. En 1965, elle commence à travailler à la télévision, et obtient un rôle-clé dans la première novela produite par TV Globo. Elle réalise plusieurs autres telenovelas et spots publicitaires. En 1967, elle commence également à faire des films. Todas as Mulheres do Mundo, de Domingos de Oliveira, est un grand succès public.
En 1969, elle donne une interview au journal satirique O Pasquim (pt). Elle s’y exprime avec une grande liberté, aussi bien dans les idées que dans le langage. Ses jurons sont remplacés par des astérisques à la publication. Elle y proclame notamment : « Des aventures, j’en veux mille, mais un mariage bien rangé, j’en veux pas ». Elle critique également le harcèlement de rue, le statut de femme objet, et évoque les pressions sur les femmes dans le milieu du spectacle, tout en précisant :« « Avec moi, les producteurs ne demandent rien car ils savent que je vais leur dire tout de suite d’aller se faire e****** ». Pour le journaliste Ferreira dos Santos, cette interview correspond au début de la révolution sexuelle au Brésil : « Pour la première fois dans un média, on avait une femme qui parlait librement de son plaisir, de ses désirs, de son corps ».
L’article provoque la colère des militaires. Alfredo Buzaid, ministre de la Justice du gouvernement du président Emílio Garrastazu Médici, s'en sert comme prétexte pour décréter la censure de tous les journaux et magazines du Brésil. La loi est connue sous le nom de « décret Leila Diniz »,. Elle voit son contrat avec TV Globo résilié sous prétexte de « problèmes moraux ».
Mais en 1970, elle est engagée comme juré d’une émission de TV Tupi.  En 1971, elle épouse le réalisateur Ruy Guerra, père de sa fille unique. Elle choque la société conservatrice en allant à la plage en bikini alors qu'elle est enceinte de huit mois,. Pour l’historien, spécialiste du Brésil, Laurent Vidal : « À l’époque, porter un bikini et se montrer enceinte était extrêmement mal vu ! ».
Le 14 juin 1972, de retour d'un festival de cinéma en Australie, où elle a remporté le prix de la meilleure actrice pour le film Mãos Vazias (Mains vides), elle meurt dans l'accident du vol Japan Air Lines 471 en Inde. L’émotion est importante au Brésil. Plusieurs auteurs, comme Rita Lee, lui dédient une chanson.

## Filmographie  (sélection)
- 1967 - O Mundo Alegre de Helô - (Luisinha)
- 1967 - Mineirinho, Vivo ou Morto - (Maria)
- 1967 - Todas as Mulheres do Mundo - (Maria Alice)
- 1967 - Juego Peligroso
- 1968 - Edu, Coração de Ouro - (Tatiana)
- 1968 - O Homem Nu - (Mariana)
- 1968 - A Madona de Cedro - (Marta)
- 1968 - Fome de Amor (Soif d'amour) - (Ulla)
- 1969 - Corisco, o Diabo Loiro - (Dadá)
- 1969 - Os Paqueras - (elle-même)
- 1970 - Azyllo Muito Louco (L'Aliéniste) - (Eudóxia)
- 1970 - O Donzelo – (caméo, elle-même)
- 1971 - Mãos Vazias
- 1972 - Amor, Carnaval e Sonhos